# Beppo Schwaiger
Josef „Beppo“ Schwaiger (* 20. März 1902 in München; † 28. März 1976 ebenda) war ein deutscher Schauspieler und Kabarettist.

## Leben und Wirken
Der Kaufmannssohn hatte das humanistische Gymnasium besucht und mit dem Abitur abgeschlossen. Anschließend studierte er Theaterwissenschaft und Kunstgeschichte. 1932 schloss sich Josef „Beppo“ Schwaiger für drei Jahre dem Kabarett Die Nachrichter an, 1935 ging er für eine Spielzeit an das Berliner Theater in der Saarlandstraße. In der Spielzeit 1938/39 war Schwaiger Ensemblemitglied der Volksoper Hamburg, ab 1942 sah man den Bayern, zunächst nur als Inspizient, am Bayerischen Staatsschauspiel seiner Heimatstadt München. Seit 1939 konnte man Beppo Schwaiger auch auf der großen Leinwand sehen. Hier spielte er die unterschiedlichsten Chargen: Vom Portier über einen Kriminalkommissar bis zum Briefboten und Gerichtsdiener.

## Filmografie
- 1939: Kitty und die Weltkonferenz
- 1941: Anuschka
- 1949: Die seltsame Geschichte des Brandner Kaspar
- 1949: Königskinder
- 1950: Vom Teufel gejagt
- 1952: Das Dorf unterm Himmel
- 1954: Gestatten, mein Name ist Cox
- 1955: Ich weiß, wofür ich lebe
- 1955: Himmel ohne Sterne
- 1956: Die Geierwally
- 1956: Zwei Bayern in St. Pauli
- 1956: Der Jäger von Fall
- 1957: Die fidelen Detektive
- 1958: Androklus und der Löwe
- 1958: Romeo und Jeanette
- 1958: Die Bernauerin
- 1959: Laß mich am Sonntag nicht allein
- 1960: Jeanne d’Arc auf dem Scheiterhaufen
- 1960: Kluge Närrin
- 1964: Der Bürgermeister
- 1965: Geld Geld Geld – Zwei Milliarden gegen die Bank von England
- 1965: Der Ruepp
- 1965: Requiem für eine Nonne
- 1967: Das Gold von Bayern
- 1967: Das Attentat – Der Tod des Engelbert Dollfuß
- 1968: Knüpfe das Netz nach dem Fisch
- 1972: Der Andersonville-Prozeß
- 1974: Tatort: 3:0 für Veigl